# 14158 Alananderson
14158 Alananderson (1998 SZ133) là một tiểu hành tinh vành đai chính được phát hiện ngày 16 tháng 9 năm 1998 Nhóm Nghiên cứu Thiên thạch gần Trái Đất thuộc phòng thí nghiệm Lincoln ở Socorro, New Mexico.